# Devdas
Devdas – indyjska powieść z 1917 roku, której autorem jest Sarat Chandra Chattopadhyay i która jest jedną z najpoczytniejszych powieści w tym kraju; postacie z tej powieści figurują w języku potocznym, mówi się w Indiach o kimś, że jest jak Devdas, jeżeli się przesadnie nad sobą użala.

## Fabuła
Jest to historia Devdasa i Paro, którzy znają się i kochają od dzieciństwa, a łącząca ich więź przetrwała nawet jego wieloletni pobyt w Londynie. Różni ich jednak pozycja społeczna ich rodzin i zarozumiałość rodziny Devdasa. Uniemożliwia im to definitywnie dopełnienie ich związku w postaci małżeństwa. Devdas popada w alkoholizm i staje się obiektem uczuć innej kobiety, kurtyzany Chandramukhi. Paro wychodzi za mąż za arystokratę, czym w pewnym sensie mści się na rodzinie Devdasa, bowiem tym samym jej pozycja społeczna staje się jeszcze lepsza niż ich. Mąż jednak, gdy wydaje się, że Paro przyjaźni się z kurtyzaną Chandramukhi i że coś ją łączyło z Devdasem, zamyka ją na cztery spusty w swej ogromnej posiadłości. Nie pozwoli jej zobaczyć umierającego Devdasa ostatni raz przed jego śmiercią.

## Ekranizacje
Powstało kilkanaście filmowych ekranizacji, które zaczęły powstawać już kilka lat po publikacji powieści. Wybrane ekranizacje:
- Devdas, 1955 reż. Bimal Roy, wyst. Dilip Kumar i Suchitra Sen, uważany za najbardziej „klasyczną” z ekranizacji.
- Devdas, 2002 reż. Sanjay Leela Bhansali, wyst. Shah Rukh Khan, Aishwarya Rai i Madhuri Dixit, jeden z najwybitniejszych indyjskich filmów spod znaku Bollywood, prezentowany w Cannes, największy sukces frekwencyjny indyjskiego kina tamtego roku. W Polsce prezentowany na festiwalu Era Nowe Horyzonty w Cieszynie w 2005 roku.